# Claude Joseph Rouget de Lisle

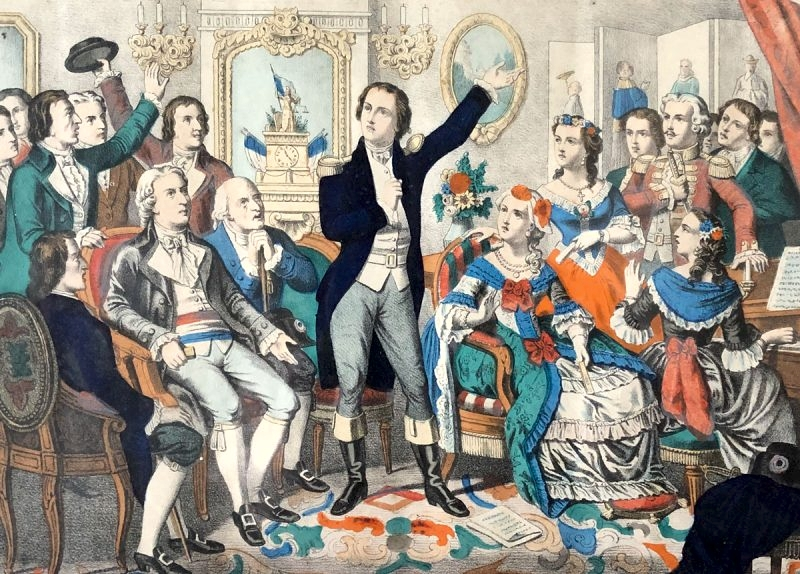
Rouget de Lisle sjunger Marseljäsen för första gången

Claude Joseph Rouget de Lisle, född 10 maj 1760 i Lons-le-Saunier, Jura, död 26 juni 1836 i Choisy-le-Roi, Seine-et-Oise (numera Val-de-Marne), var en fransk ingenjörsofficer, författare och kompositör, medlem av revolutionsarmén under Franska revolutionen. Han är främst känd för att ha skrivit den franska nationalsången "La Marseillaise" ("Marseljäsen") över en natt, 24 till 25 april 1792.
Rouget de Lisle blev under det så kallade skräckväldet fängslad som rojalist och undgick giljotinen i sista stund genom Robespierres fall. Senare kämpade han under general Hoche och sårades vid Quiberon. Av kung Ludvig Filip I av Frankrike tilldelades han sedermera en smärre pension. 
Han skrev en lång rad andra texter och tonsättningar. Han utgav bland annat Essais en vers et en prose (1796) och komponerade två samlingar hymner, sånger och romanser samt Cinquante chants français (1825), där han tonsatte 50 sånger av skilda franska författare. Han författade även ett antal operalibretton. 
Några revolutionära och patriotiska sånger rönte en viss kortvarig framgång. Efter att Rouget de Lisle med nöd och näppe undsluppit terrorväldet diktade han en Hymne dithyrambique sur la conjuration de Robespierre ("Hyllningssång över sammansvärjningen mot Robespierre") och le Chant du Combat ("Stridssång") skrevs för och användes av den franska Egypten-armén. 
År 1881 lät staden Lons-le-Saunier hedra Rouget de Lisle med en staty.